# Брусія

Вигляд Брусії з боку відслонення пісковиків

49°47′4″ пн. ш. 34°36′20″ сх. д. / 49.78444° пн. ш. 34.60556° сх. д.
Брусі́я — колишнє село в Україні. Підпорядковувалося Стасівській сільраді Диканського району Полтавської області. Після Другої світової війни було об'єднане з селом Михайлівкою під спільною назвою «Михайлівка». Розташоване у долині Ворскли.

Село отримало назву від «брусів» — Відслонення пісковиків в урочищі Церковний горб, вздовж якого протяглося село. 

## Історія

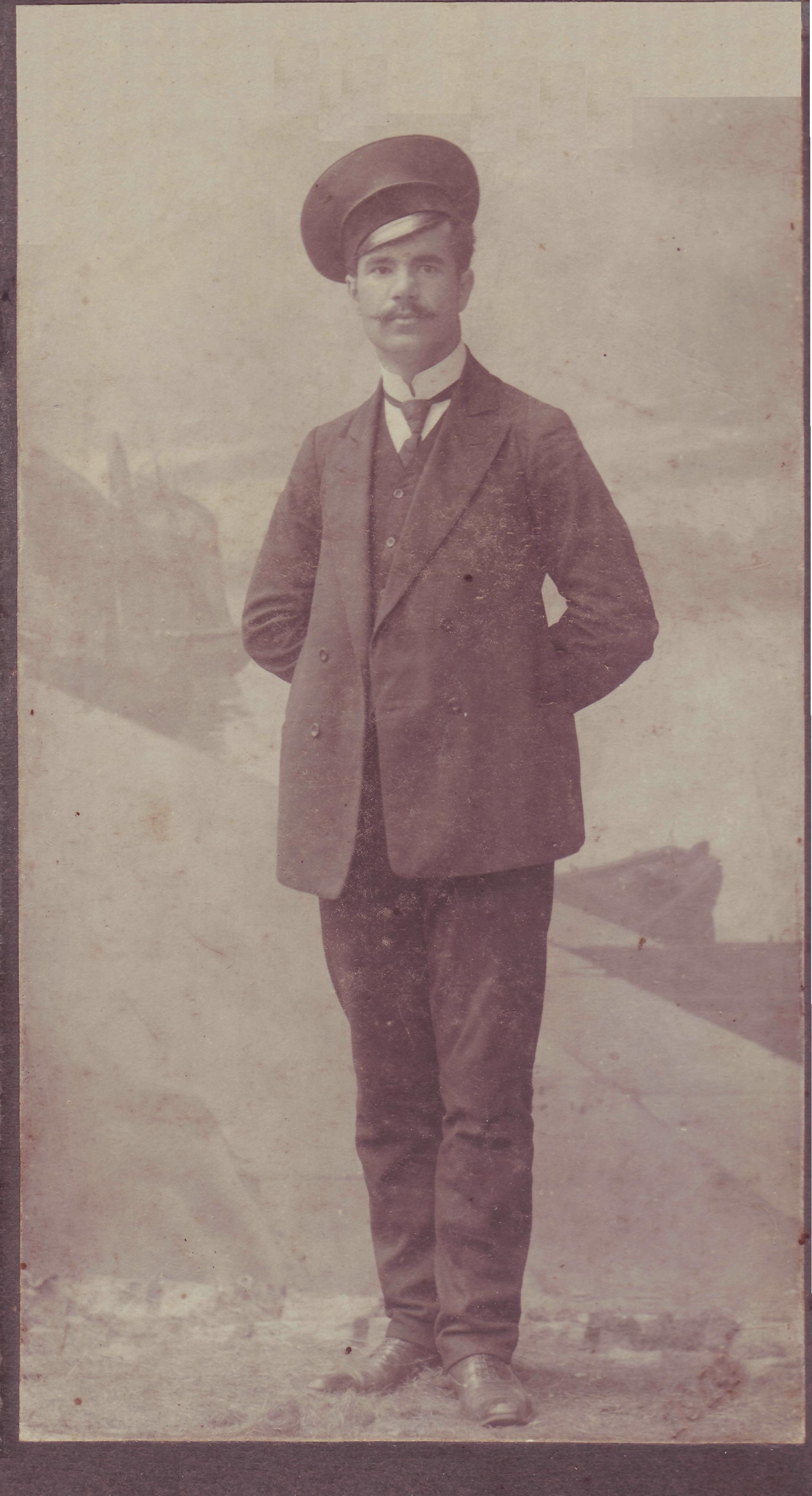
Шкільний учитель (до 1920 року) Пестременко Трохим Макарович, Брусія, 1910

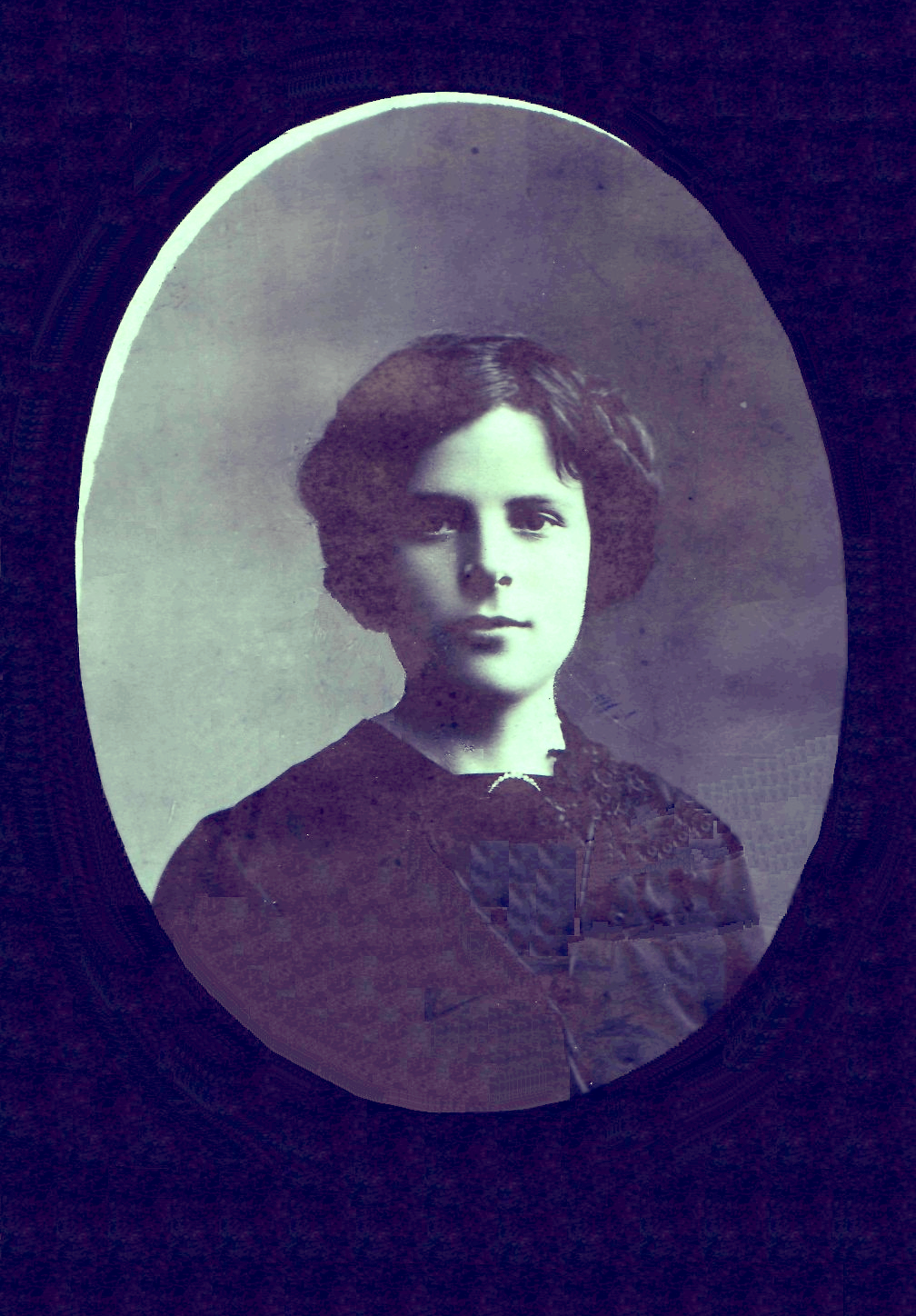
Пестременко Неоніла Іванівна, вчителька Брусіє-Михайлівської земської школи (від 1914 року) і завідувачка школи більше 20-ти років (фотографія близько 1914 року)

Час заснування села донині невідомий.

### Давні часи

Брусія на карті 1857 року

На території села виявлені поселення часів неоліту (IV тисячоліття до н. е.).
На пісковикових брилах, від яких, ймовірно, пішла назва села, виявлені петрогліфи доби бронзи — ранньої залізної доби, що датуються II—I тисячоліттям до Р. Х.. Місцезнаходження їх — ліворуч від старої дороги на Диканьку в урочищі Церковний Горб
Вже у IX—XIII століттях в урочищі Брусія існувало городище. Виявлені залишки укріплень городища. Виявлені керамічні матеріали належать до кількох історичних епох: скіфського часу, роменської культури та українського пізнього середньовіччя. Знахідки вказують на існування у роменський час поселення, культурний шар якого був використаний для спорудження валів городища. Знайдений на схилі валу залізний бронебійний черешковий гранений наконечник стріли датується другою половиною XIII — XIV століттям ст .
Згідно з Законом України «Про охорону культурної спадщини» Постановою Кабінету міністрів України від 3 вересня 2009 р. N 928 пам'ятка археології городище IX—XIII ст. в урочищі Брусія (с. Михайлівка), як об'єкт культурної спадщини національного значення, занесена до Державного реєстру нерухомих пам'яток України (№ 160016-Н).

Брусія на карті 1869 року

Брусія на карті 1953 року.

### XVII—XX століття
За часів гетьмана Івана Мазепи від 1691 року село отримав сотник Полтавської полкової сотні Андрій Нащинський.
За переписами 1719 та 1732 років Брусія входила до Першої полкової сотні Полтавського полку. На час перепису 1732 року отаманом Брусівського куреня був Микита Холодний, а осавульцем — Василь Товстовій. На той час у селі було 24 козацьких двори.
Село Михайлівка було «панське», а село Брусія — козацьке, у якому ніколи не було кріпаччини, хоча люди у Брусії, за спогадами місцевих жителів, жили бідніше ніж у Михайлівці.
Млин на Ворсклі, що належав князю Кочубею, на початку 19 ст. належав до найкращих на Полтавщині.
Найдавніша відома дерев'яна церква в ім'я архангела Господнього Михаїла в с. Брусія Полтавського полку збудована 1732 року. Тоді ж київським митрополитом Рафаїлом (Заборовським) до храму було видано антимінс.
Церква згадувалась у зв'язку з передачею її (10 жовтня 1776) з відомства Київської до відомства Слов'янської і Херсонської єпархій. На той час вона мала двох священиків та одного церковнослужителя.
Нову, муровану, церкву збудували на місці старої 1807 року коштом дворянина Хведора Михайловича Кованька. Поряд із церквою була дзвіниця на чотирьох дерев'яних стовпах.
У 1776 році до церковної парафії входило 60 дворів та 18 бездвірних хат. Залишки цегляної попової хати, збудованої десь у середині 19 ст. розібрали у 2010 році.
1807 року була побудована Чудо-Михайлівська мурована церква з дзвіницею. При ній була церковно-приходська школа, квартири священника на 5 кімнат та псаломщика на 2 кімнати. До церкви належало 33 десятини ружної землі. Прихожан було: міщан — 78, козаків — 1091, селян — 507, із 4-х сіл. Священник Петро Васильович Кутовий, псаломщик Олександр Федорович Тессаревський, церковний староста козак Іоан Минович Горжій .
На 1859 рік у козацькому селі Брусія було 70 дворів. Проживало 184 особи чоловічої та 205 жіночої статі.
За підтримки Василя Докучаєва, у східному куті Парасоцького лісу, поблизу Брусії Іван Зарецький розкопав 4 кургани скіфського часу на кошти, виділені для досліджень власником земель, таємним радником, князем Левом Кочубеєм. Умовами договору між власником і дослідником було передбачено передачу найбільш атрактивних знахідок до приватної збірки Кочубеїв у Диканці, а рядових речей – предметів з кераміки, виробів із заліза, скла тощо — до місцевого земського музею. Матеріали розкопок були підготовлені І. А. Зарецьким до друку, і побачили світ у вигляді короткої публікації через 110 років .
На межі Брусії та Михайлівки знаходилась Брусіє-Михайлівська земська школа. Згоріла під час Другої світовох війни.

### Від 1917 до 1991 року
До Брусії та Михайлівки за часів радянської влади були переселені жителі навколишніх хуторів, наприклад, хутора Петренки.
Першу річницю створення колгоспу люди відзначали як свято. А через кілька років, як і скрізь по Україні, у селі лютував голод. У Національному музеї «Меморіал пам'яті жертв голодоморів в Україні» в Національній Книзі Пам'яті жертв голодомору 1932—1933 років згадане с. Брусія і прізвища померлих у селі у той страшний час.
До 1941 року у селі діяв дитячий будинок «для дітей ворогів народу».
До війни 1941—1945 школа, що знаходилась на межі сіл, мала назву «Брусіє-Михайлівська». До 1947 року завідувала школою Пестременко Неоніла Іванівна (1889—1980), нагороджена у той час орденом Трудового Червоного Прапора (що його вручав М. Калінін у Москві), а після війни — орденом Леніна .
Німці спалили село (1943) і після війни у ньому залишилось лише сім хат.

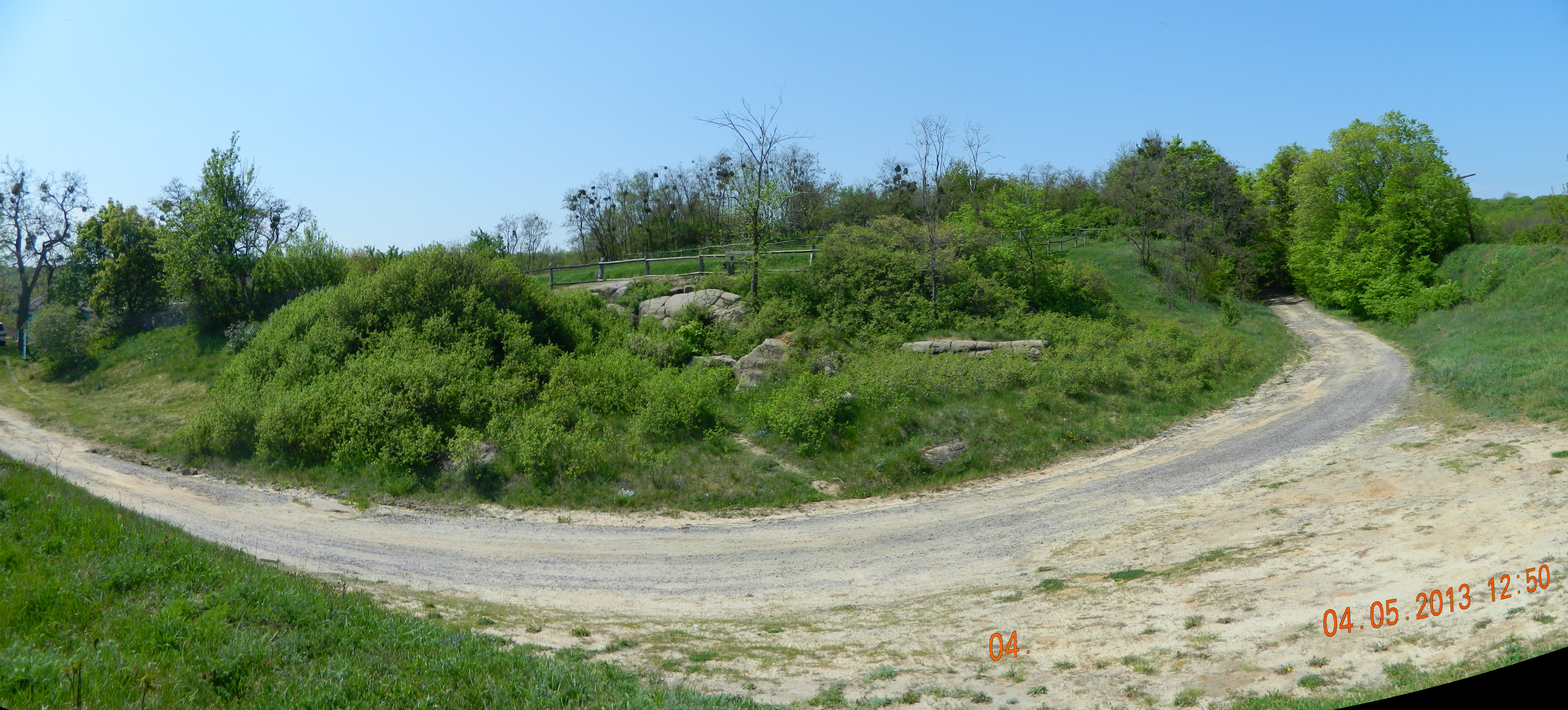
Геологічна пам'ятка природи «Відслонення пісковиків» — «Бруси»

## Природоохоронні території
Біля Брусії розташовані:
- Відслонення пісковиків — геологічна пам'ятка природи та
- Парасоцький ліс — ботанічна пам'ятка природи загальнодержавного значення,—

що входять до Регіонального ландшафтного парку «Диканський»

## Також
- Перелік населених пунктів, що постраждали від Голодомору 1932—1933 (Полтавська область)